# Eilema ussurica
Eilema ussurica là một loài bướm đêm thuộc phân họ Arctiinae, họ Erebidae.